# Eleotris pellegrini
Eleotris pellegrini là một loài cá thuộc họ Cá bống đen. Nó là loài đặc hữu của Madagascar. Các môi trường sống tự nhiên của chúng là sông và estuarine waters. Nó bị đe dọa do mất môi trường sống.